# 求求你，表揚我
《求求你，表揚我》，是2005年中国上映的一部电影，由黄建新執導，范伟、陈好等主演的喜剧向電影。影片主要讲述记者古国歌帮助杨红旗的时候遇到了很多令他难以言说的事情。

## 電影內容
杨红旗多次报社要求登报表扬自己，而至于原因，是因为他举报了一个强奸未遂的事情，并且他想让重病的父亲看到自己被夸赞的时候，但是当记者出面调查后却发现了很多奇怪的事情。
虽说最后凶手被抓，但是记者却遇到了很多的事情，并且他在之后还意外的，也不知道是不是自己看错了的，看到了原本因为重病而时日不多的，杨红旗的父亲却和杨红旗在广场上……

## 演员表
- 王志文
- 范伟
- 陈好
- 苗圃
- 廖凡
- 姚建雄
- 句号
- 刘子枫
- 戚慧
- 巩汉林
- 董勇
- 王劲松
- 丛志军

## 其他
- 在拍摄该电影的时候遇到了很多的挫折。[5]
- 在陈好出演该作的时候，并不人看好。

## 获奖记录
- 第8届上海国际电影节 金爵奖 最佳影片(提名) 黄建新
- 第8届上海国际电影节 金爵奖 评委会特别奖
- 第12届北京大学生电影节 组委会大奖

## 備註
1. ↑  .   [2022-10-20]. （原始内容存档于2022-10-22）.
2. ↑  .   [2022-10-20]. （原始内容存档于2022-10-20）.
3. ↑  .   [2022-10-20]. （原始内容存档于2022-10-20）.
4. ↑  .   [2022-10-20]. （原始内容存档于2022-10-22）.
5. ↑  .   [2022-10-20]. （原始内容存档于2022-10-20）.

## 外部連結
- 豆瓣电影上《求求你，表揚我》的資料 （简体中文）
- 时光网上《求求你，表揚我》的資料（简体中文）
- 互联网电影数据库（IMDb）上《求求你，表揚我》的资料（英文）